# Waldport
Waldport è una città degli Stati Uniti d'America situata nell'Oregon, nella Contea di Lincoln.